# Begeč
Begeč (en serbe cyrillique : Бегеч ; en hongrois : Begecs) est une localité de Serbie située dans la province autonome de Voïvodine et sur le territoire de la ville de Novi Sad, district de Bačka méridionale. Au recensement de 2011, elle comptait 3 310 habitants.
Begeč est officiellement classé parmi les villages de Serbie.

## Histoire
Sous l'Empire romain, aux IIIe et IVe siècles, un fort appelé Castellum Onagrinum existait à l'emplacement de la ville actuelle.
Begeč est mentionné pour la première fois au XVIe siècle. Son nom dérive du titre ottoman de beg ou bey et du mot eč, qui signifie « le village ».
Une église orthodoxe serbe y a été construite en 1838.

## Démographie

### Évolution historique de la population
| 1948  | 1953  | 1961  | 1971  | 1981  | 1991  | 2002  | 2011  |
| ----- | ----- | ----- | ----- | ----- | ----- | ----- | ----- |
| 2 277 | 2 329 | 2 392 | 2 608 | 2 717 | 2 827 | 3 335 | 3 310 |

|  |

## Culture
Le bâtiment Vizić, construit en 1901-1902 et servant d'entrepôt à un domaine appartenant à la famille Chotek, abrite aujourd'hui un musée d'art, d'art décoratif, d'outils agricoles et d'artisanat ainsi qu'une bibliothèque ; il est inscrit sur la liste des monuments culturels de grande importance de la république de Serbie (identifiant no SK 1164).

## Nature
Sur le territoire du village se trouve le parc naturel de la Begečka jama (la « fosse de Begeč ») qui s'étend sur 3,79 km2 (catégorie UICN V).

## Transports
Par la ligne de bus 56, le village est relié à Futog, Veternik et Novi Sad. Il se trouve également sur une ligne reliant Bač et Bačka Palanka à Novi Sad. Un ferry traversant le Danube permet de rejoindre Banoštor en Syrmie.

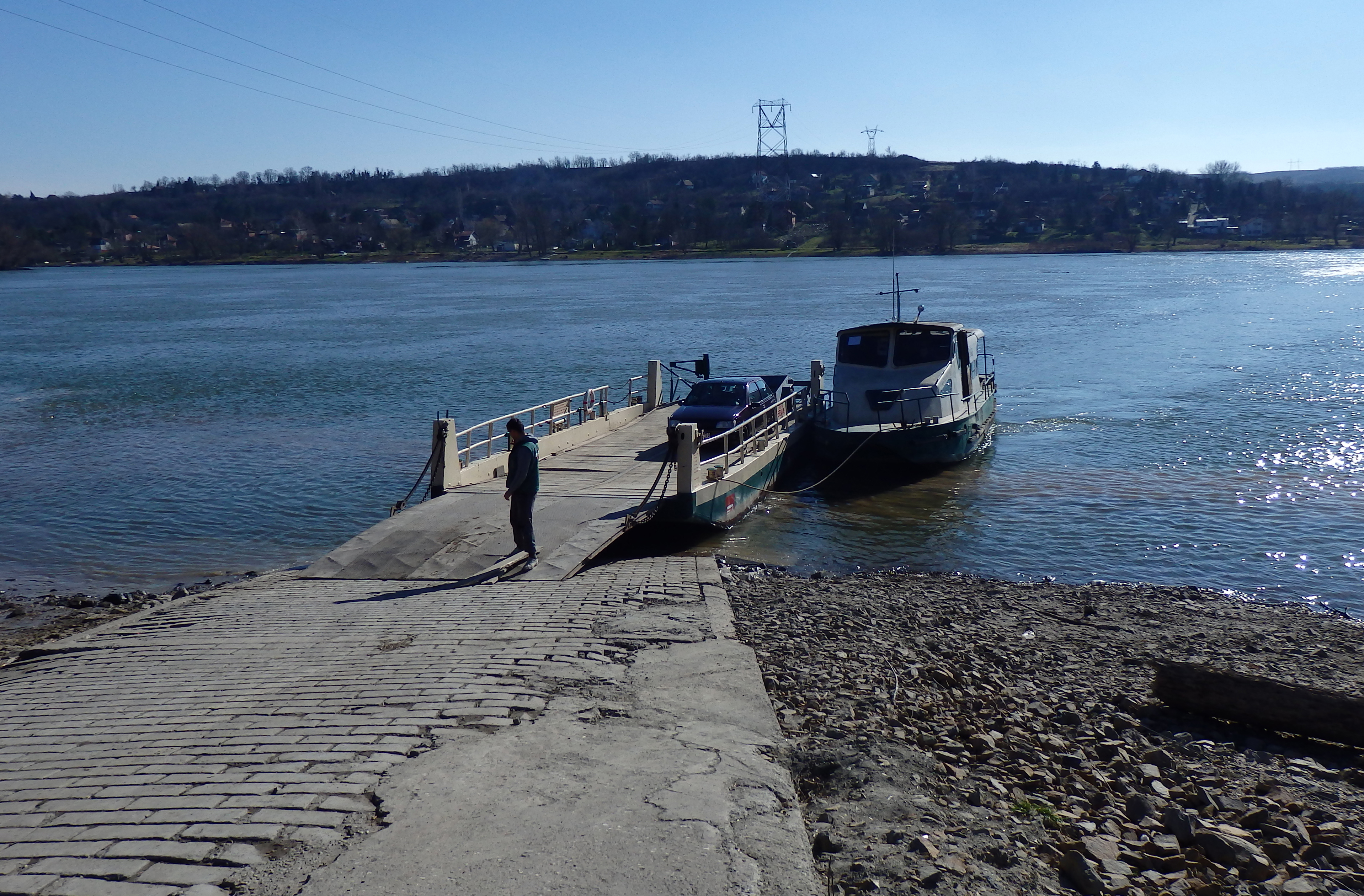
Le ferry entre Begeč et Banoštor

## Personnalités
Begeč est lié aux footballeurs Vujadin Boškov, Radomir Krstić et Lazar Vasić.